# Polo (Repubblica Dominicana)
Polo è un comune della Repubblica Dominicana di 9.367 abitanti, situato nella Provincia di Barahona.